# 701
Cette page concerne l'année 701  du calendrier julien. Pour l'année 701 av. J.-C., voir 701 av. J.-C. Pour le nombre 701, voir 701 (nombre).
L'année 701 est une année commune qui commence un samedi.

## Événements
- 25 janvier : victoire du général Ibn al-Ash'ath, révolté contre les Omeyyades à Tustar sur les forces du gouverneur de l'Irak  Al-Hajjaj. Il s'établit à Kufa en mars[1].
- 30 octobre : début du pontificat de Jean VI (fin en 705)[2].

- Début de l'ère Taihō, qui pérennise le système des ères au Japon. Un premier grand recueil de lois est promulgué sur le modèle chinois, le code de Taihō (701-702)[3]. Une haute école médicale avec polyclinique est fondée dans la capitale (ouverture en 703)[4].
- Guerre civile dans le royaume lombard d'Italie. Le roi des Lombards Liutpert, fils de Cunipert, encore enfant, est battu près de Novare et renversé par le duc de Turin Raghinpert après huit mois de règne. Ce dernier meurt la même année et son fils Aripert II monte sur le trône. Le duc d'Asti Ansprand, tuteur de Liutpert, lutte pour lui rendre le pouvoir mais le jeune roi, battu à Pavie, est pris et noyé dans son bain (702). Ansprand fuit en Bavière où il obtient l'aide du duc Theudebert. Il parvient à se faire élire roi en 712[5].

## Décès en 701
- 8 septembre : Serge Ier, pape.